# Victoria Aihar
Victoria Aihar (Montevideo, 19 de abril de 1978) es una diseñadora web, informática y autora uruguaya.

## Biografía
Estudió en el Instituto Crandon, tomando cursos de varios idiomas como inglés, francés y árabe. Culminó sus estudios de Diseñadora Web en 2001, actualmente se dedica a la informática y es autora. En el año 2000 contrajo matrimonio. 
Publicó primero bajo seudónimo, sobre literatura erótica. Sus libros han sido editados países como España por Editorial Planeta. El libro “Un café no se le niega a nadie”, en la preventa llegó a estar en el séptimo puesto de los más vendidos de Amazon España, incluso por encima del superventas y secuela de “Cincuenta sombras de Grey” de Erika James.

## Libros
- 2014, Una canción para Abril (ISBN 978-84-08-12622-5)
- 2014, ¿A cuántos centímetros de ti?
- 2015, Una segunda oportunidad (ISBN 978-84-08-13805-1)
- 2015, Un café no se le niega a nadie (ISBN 978-84-08-14493-9)